# Mannophryne collaris
Mannophryne collaris es una especie de anfibio anuro de la familia Aromobatidae.

## Distribución geográfica
Esta especie es endémica del estado de Mérida en Venezuela. Habita entre los 200 y 1800 m de altitud en la cordillera de Mérida.

## Publicación original
- Boulenger, 1912 : Descriptions of new Batrachians from the Andes of South America, preserved in the British Museum. Annals and Magazine of Natural History, ser. 8, vol. 10, p. 185-191[5]